# Kopieńcowy Przechód
Kopieńcowy Przechód – położona na wysokości 1205 m przełęcz w zakończeniu północnej grani Trzydniowiańskiego Wierchu, pomiędzy Wielkim Kopieńcem (1257 m) a Małym Kopieńcem (1329 m) w polskich Tatrach Zachodnich. Wschodnie stoki spod przełęczy opadają do dolnej części Doliny Starorobociańskiej, zachodnie do żlebu Krowiniec (często nazywanego Krowim Żlebem), wciętego w północne stoki Trzydniowiańskiego Wierchu. Przełęcz jest całkowicie porośnięta lasem i nie prowadzi przez nią żaden szlak turystyczny.